# Eucalyptus thozetiana
Eucalyptus thozetiana är en myrtenväxtart som beskrevs av Ferdinand von Mueller och Ralph Baker. Eucalyptus thozetiana ingår i släktet Eucalyptus och familjen myrtenväxter. Inga underarter finns listade i Catalogue of Life.